# Le Premier Pouvoir
Pour plus de détails, voir Fiche technique et Distribution.
Le Premier Pouvoir (The First Power) est un film américain réalisé par Robert Resnikoff, sorti en 1990.

## Synopsis
L'officier Logan parvient avec l'aide d'une voyante, Tess, à capturer le dangereux psychopathe Channing, qui en est à son quatorzième meurtre rituel. Après son exécution, il découvre que l'assassin possède le don d'immortalité, et qu'il cherche à se venger. Il va devoir enquêter dans le surnaturel et opposer ses forces aux pouvoirs de Channing.

## Fiche technique
- Titre : Le Premier Pouvoir
- Titre original : The First Power
- Réalisation : Robert Resnikoff
- Scénario : Robert Resnikoff
- Musique : Stewart Copeland
- Photographie : Theo van de Sande
- Montage : Michael Bloecher
- Production : Robert W. Cort (en), Ted Field et David Madden
- Sociétés de production : Interscope Communications et Nelson Entertainment
- Société de distribution : Orion Pictures
- Pays :  États-Unis
- Format : Couleurs - 1,85:1 - Dolby - 35 mm
- Genre : Thriller, fantastique
- Durée : 98 minutes
- Dates de sortie : 6 avril 1990 (États-Unis), 8 août 1990 (France)
- Budget : 10 millions de dollars (7,34 millions d'euros)
- Public : Interdit aux moins de 12 ans lors de sa sortie en France

## Distribution
- Lou Diamond Phillips : L'inspecteur Russell Logan
- Tracy Griffith : Tess Seaton
- Jeff Kober : Patrick Channing
- Mykelti Williamson : L'inspecteur Oliver Franklin
- Dennis Lipscomb : Le commandant Perkins
- Elizabeth Arlen : Sœur Marguerite
- Carmen Argenziano : Le lieutenant Grimes
- Julianna McCarthy : Mme Channing
- Philip Abbott : Le cardinal
- Clayton Landey : Mazza
- Sue Giosa : Carmen
- Hansford Rowe : Le père Brian
- David Gale : Monseigneur

## Autour du film
- Le tournage s'est déroulé à Los Angeles.
- Le chanteur Nick Cave fut un temps pressenti pour le rôle du méchant, Patrick Channing. Il fut auditionné pour le rôle et déclara plus tard qu'il était heureux de ne pas avoir été choisi.